# 寺崎裕香
寺崎裕香（日语：／ Terasaki Yuka，1983年8月4日—）是一名日本女性声優、演員，出身於熊本縣。隸屬於賢Production。
主要配演少年少女或活潑好動的角色，代表作有《閃電十一人》系列（松風天馬）、《翠星上的加爾岡緹亞》（貝弗爾）和《機動戰士GUNDAM 鐵血的孤兒》（庫德莉雅·藍那·伯恩斯坦）等。

## 經歷
寺崎裕香原本志願是當歌手，讀書時候在當地事務所工作且組成樂隊。但是由於參演NHK福岡的廣播劇使她心感有趣，遂以此爲目標，到東京上學和工作。就讀大學期間以影像工作爲中心進行演藝活動。當時事務所社長向她說：「妳的聲音很有趣，聲優有試過嗎？」，從此便投入聲優行業。
大學時因專修幼兒教育學科而自行考取其中一種幼稚園教員執照。
2012年，她在第6回聲優獎中以閃電十一人系列奪得「Synergy 賞」。同年8月1日，她於自己的部落格裡發放推出首張專輯《Afterglow》的消息。
2015年5月24日，她以曲詞一手包辦歌曲「手紙」入圍在渋谷TAKE OFF 7舉辦的「わしみず〜東京オリンピック対決〜」活動，並擊敗了鷲崎健的「オリンピックラブ〜恋の金メダル〜」和清水香里的「一輪の花」，奪取勝利。
2016年4月24日，寺崎裕香與友人植野堀誠發起慈善義賣活動，籌款以助熊本地震受災市民和地方。
2017年4月3日發表結婚與懷孕的消息。
2022年3月31日離開尾木プロTHE NEXT。
2022年4月1日起加入賢Production。

## 軼事
- 與平田裕香關係甚佳，經常出外同遊和分甘同味。

## 演出作品
※粗體字為主角或主要角色

### 電視動畫
2006年
- 我愛美樂蒂（香取惠）
- 人造昆虫カブトボーグ V×V（龍昇琳琳）
- 我們的存在（小高）
- 妖怪人間貝姆（第2作）（小孩子）

2007年
- 家庭教師HITMAN REBORN!（巴吉爾）
- 惡靈系列（女學生）
- 青空下的約定（三島千代）
- 猫的集会（女兒、巧比）
- Myself ; Yourself（校内廣播員、學生會幹部、店員、女學生）

2008年
- 魔法禁書目錄（莎夏・克洛伊潔芙）
- 遊戲王5D's（龍可）

2009年
- 反斗小王子（恰克 第12系列#88）
- 家庭教師HITMAN REBORN!（巴吉爾）
- 續 夏目友人帳（霧葉）

2011年
- 閃電十一人GO（松風天馬）
- 魔法禁書目錄II（莎夏・克洛伊潔芙）
- 花牌情緣（綿谷新（小學生））
- UN-GO（平戶葉子）
- HUNTER×HUNTER（智喜、櫃台小姐）
- 麵包超人（小火焰〈第6代〉、餃子君〈第2代〉、海鷗君〈第2代〉、春捲男孩〈第4代〉）

2012年
- 塔麻可吉！（聖誕老人吉）
- 夏色奇蹟（沖山小晴）
- 閃電十一人GO 時空之石（松風天馬）
- Smile 光之美少女！（綠川啟太）

2013年
- 心跳！光之美少女（拉結）
- 戰勇（二月）
- 翠星上的加爾岡緹亞（貝弗爾）
- 蟲奉行（仁兵衛〈幼少期〉）
- 閃電十一人GO 銀河（松風天馬）
- 戀愛研究所（倉橋蓮太郎）

2014年
- 即使如此世界依然美麗（卡拉）
- 魔法少女大戰（有明煉華）
- 棺姬嘉依卡（托魯〈小孩時代〉）
- 寵物小精靈XY（可爾妮 、玛农的哈力栗（哈力君））

2015年
- 蠟筆小新（二子玉川和也）
- 四月是你的謊言（三池俊也）
- 在地下城尋求邂逅是否搞錯了什麼（赫菲斯托絲）
- 食戟之靈（四宮母）
- 俺物語！！（砂川誠〈幼少期〉）
- 見習神仙 秘密的心靈（四葉誠）
- 機動戰士GUNDAM 鐵血的孤兒（庫德莉雅·藍那·伯恩斯坦[9]）

2016年
- 名侦探柯南（松本幸大 #816）
- 舞武器·舞亂伎（一希東〈小孩〉）
- 制約之絆（高城千鳥）
- 超時空要塞Δ（海茵茲·涅利比·溫達米亞）
- 食戟之靈 貳之皿（四宮之母）
- 龍族拼圖X（莎羅）
- WWW.WORKING!!（村主悟）
- 見習神仙 秘密的心靈（都酷、四葉誠、青山晴＿高村陽子）
- 機動戰士GUNDAM 鐵血的孤兒 第二期（庫德莉雅·藍那·伯恩斯坦）

2017年
- 鎖鏈戰記 ～赫克瑟塔斯之光～（雅露朵拉）
- 廢天使加百列（撒塔妮亞弟）
- Gamers 電玩咖！（紗理奈）

2018年
- 哆啦A夢（湯姆、男孩子）
- 點心大冒險（格拉斯）
- 閃電十一人 戰神的天秤（日和正勝）
- 甜心戰士 Universe（早見順平[10]）
- 溫泉屋小女將（馬渕鳴香）
- Free!-Dive to the Future-（倉本岬）
- 龍族拼圖（渚）
- 終將成為妳（日向朱里[11]）
- 閃電十一人 俄里翁的刻印（李浩、無敵原富士丸）
- 魔法禁書目錄III（莎夏·克洛伊潔芙、加百列）

2019年
- 蠟筆小新（拓也君、客人A）
- 哆啦A夢（簑衣蟲）
- revisions（泉海香苗[12]）
- 多羅羅（竹）
- 魔法少女特殊戰明日香（基斯）
- 慕留人-火影忍者新世代-（宇智波鼬〈幼年〉）
- Endro～！（多多）
- 在地下城尋求邂逅是否搞錯了什麼II（赫菲斯托絲）
- Dr.STONE 新石紀（司〈幼年〉）
- 名侦探柯南（蝶野政子）
- 花牌情緣3（小時候的新）

2020年
- 龍族拼圖（大和田靜香）
- 慕留人-火影忍者新世代-（糸引納豆）
- 緣結熊本（千葉小百合、大學的友人B、男子中學生A、零食店的婆婆、楠春）
- 淘氣貓2020：家有圓圓？！～我家的圓圓你知道嗎～（岡本武）
- 寶可夢 旅途（栗生、可爾妮）
- 夢夢貓（夢的母親）
- 阿爾蒂（吉莫）
- 炎炎消防隊 貳之章（亞瑟〈幼年〉）
- 在地下城尋求邂逅是否搞錯了什麼III（赫菲斯托絲）
- 全員惡玉（警備機器人）
- 神奇柑仔店 錢天堂（大熊翔平）
- 攀岩！ -Climbing Girls-（新島香[13]）

2021年
- 堀與宮村（堀創太）
- Dr.STONE 新石紀 STONE WARS（司〈幼年〉）
- 哆啦A夢（3歲的大雄）
- Dr.STONE 新石紀（第2期）（司〈少年〉）
- 新幹線戰士Z（大曲花火[14]）
- 夢夢貓 Mix！（夢的母親）
- 歌劇少女!!（竹井朋美[15]）
- SHAMAN KING（索亞·蓋加林）
- 陰陽眼見子（年幼的善）

2022年
- 名偵探柯南（貸山智美）
- 更多！怪俠索羅利（科帝）
- 來自深淵 烈日的黃金鄉（布耶可）
- 在地下城尋求邂逅是否搞錯了什麼IV（赫菲斯托絲）

2023年
- 躍動青春（江頭美嘉[16]）
- 寶可夢 地平線（羅伊[17]）
- 七魔劍支配天下（克蘿伊·哈爾福德）
- AI電子基因（MICHI）
- 堀與宮村 -piece-（堀創太[18]）
- 破滅的王國 (阿德尼斯〈少年〉)
- 香格里拉·開拓異境～糞作獵手挑戰神作～（蜻蜓）

2024年
- 多數欠（皇帝[19]）
- 擅長逃跑的殿下（北条邦時）
- BLUE LOCK 藍色監獄 VS. U-20 JAPAN（糸師凛〈幼年〉）
- 香格里拉·開拓異境～糞作獵手挑戰神作～ 2nd season（秋津茜[20]）

2025年
- 科學×冒險生存！（朱魯）
- 鬼人幻燈抄（初）
- 炎炎消防隊 參之章（亞瑟〈幼年〉）

### OVA
2008年
- 遊☆戲☆王5D's 進化的決鬥! スターダストVSレッド・デーモンズ（龍可）

2013年
- 翠星上的加爾岡緹亞（貝貝爾）

2014年
- 翠星的加爾岡緹亞-遙遠的巡迴航路 前編（貝貝爾）
- 鎖鏈戰記（瑪莉娜、雅露朵菈）

2016年
- 在地下城尋求邂逅是否搞錯了什麼（赫菲斯托絲）

### 動畫電影
2007年
- 秒速5公分

2010年
- 10th週年劇場版 遊戲王 ～超融合！跨越時空的羈絆～（龍可）
- PLANZET（佐河佳織）

2011年
- 追逐繁星的孩子（美紀）
- 閃電十一人GO 究極之絆 獅鷲獸（松風天馬）

2012年
- 閃電十一人GO VS 紙箱戰機W（松風天馬）

2013年
- 言葉之庭（孝雄兄的女友）
- 劇場版 DokiDoki！光之美少女：小愛结婚了!!?連結未來的希望禮服（拉結）
- 劇場版 光之美少女 All Stars New Stage2：心之朋友（拉結）

2014年
- 劇場版 光之美少女 All Stars New Stage3：永遠的朋友（拉結）

2016年
- 寶可夢XY&Z 波爾凱尼恩與機巧的瑪機雅娜（瑪機雅娜）

2017年
- 特別版 Free!-Take Your Marks-（倉本岬）
- 見習神仙精靈 引發奇蹟吧♪特普露與心跳神仙精靈界！（篤丸）

2019年
- 我的英雄學院劇場版：英雄新世紀（島乃活真[21]）

2024年
- Code Geass 奪還的Roze（娜塔莉亞·盧森堡[22]）

### 遊戲
- 家庭教師HITMAN REBORN! 系列（巴吉爾）
- 魔法禁書目錄（莎夏・克洛伊潔芙）
- 魔法禁書目錄（手游）（莎夏・克洛伊潔芙）
- 魔法禁書目錄 幻想收束（莎夏・克洛伊潔芙、加百列）
- ボイスノベル 追憶の向こう側（鹿野深月）
- 牧場物語 歡迎來到風之市集（主角（女性）、亞紀）
- 遊戲王5D's 系列（龍可）
  - 遊戲王5D's Wheelie Breakers
  - 遊戲王5D's 雙重火力4
  - 遊戲王5D's 雙重火力5
  - 遊戲王5D's 雙重火力6
- ジャックジャンヌ　(立花希佐)

### 電視劇
2011年
- 美麗鄰人（關西電視台・富士電視台系列、1月 - 3月） - 飾 南

### 電影
- 赤ちゃんの声が聞こえる
- イチゴジャム（Tricycle Film（日语：トライシクルフィルム）、庭月野議啓による自主制作作品）

2004年
- 在世界的中心呼喊愛情

### 特攝
2022年
- 假面騎士GEATS - 聲 美津芽

### 其他配音
- 13歳のハゲ男（トレイシー）
- ゼウス プードル救出大作戦!（日语：ゼウス プードル救出大作戦!）（ベン）
- BLED（アーレン）

### 廣告
- ハウス食品（日语：ハウス食品）うまかっちゃん（日语：うまかっちゃん）
- 熊本ゼミナール
- 體育報知

### 真人秀
2011年
- プレミアの巣窟（フジテレビ、1月11日放送分） - 嘉賓
- Anime-TV（TOKYO MX、9月15日・12月15日放送分） - 嘉賓
- アニソンぷらす（テレビ東京、12月5日放送分） - 嘉賓、旁白

2013年
- 東京暇人（日本テレビ、12月20日放送分） - 嘉賓

2015年
- ワラッチャオ!（NHK BS Premium、4月5日放送分 - ） - 2代目お姉さん役[23]

### 舞台劇
2006年
- 米米CLUB演劇部「私がオバサンになってる?!」（12月） - 飾 ユキコ

2007年
- BQMAP page070434「Re-」（4月） - 飾 ナズナ
- ミュージカル DEAR BOYS（12月） - 飾 杏崎沙斗未

2008年
- ミュージカル DEAR BOYS vs. EAST HONMOKU（7月 - 8月） - 飾 杏崎沙斗未

2009年
- 男×女 〜男と女のラブコメディー〜（5月） - 飾 チエコ
- 喫茶店二人芝居 タケシとユカ「こぶ茶にメロンソーダ」（11月 - 12月）

2010年
- 「男×女」第2弾（7月） - 飾 夏美

2011年
- 「男×女」第3弾（1月） - 飾 あけみ
- *pnish*プロデュース「黄金仮面」（2月・3月） - 飾 女中・小雪 / 大鳥不二子
- ニコニコミュージカル第3弾「ニコニコニーコ」（3月） - 飾 テラサキ
- ニコニコミュージカル第5弾「DEAR BOYS －Double Revenge－」（4月 - 5月） - 飾 杏崎沙斗未
- HYBRID PROJECT Vol.5「MIDNIGHT DREAM〜機械城奇譚〜（SPRING SIDE）」（11月）

2012年
- #08「be-BLUE」（6月6日 - 12日）
- ニコニコミュージカル第9弾「5王子とさすらいの花嫁〜ニコニコ・ニーコdue〜」（9月） - 飾 テラサキ
- 時速246億vol.06「リボン」（東京：10月、名古屋：11月）

2013年
- HYBRID PROJECT Vol.10「Re-」（5月 - 6月）
- 夏目友人帳 ~集い音劇の章~（9月）

2014年
- ミュージカル「黒執事」地に燃えるリコリス（東京：9月、大阪：210月） - 飾  メイリン
- 音樂劇「朱と煤　aka to kuro」（11月）

2015年
- 天才劇団バカバッカvol.15「ハッピー・ウエディング！」（2015年3月）
- ロウドクノチカラ第9回公演「マリアビートル」（5月） - 飾 王子慧

2016年
- THE BAMBI SHOW ～1st STAGE～（7月6日 - 10日） - 飾

### 電台
- 寺崎と裕香いな仲間たち♪ on the Radio（ソラトニワ原宿：2013年4月2日 - 2015年9月30日[24]）
- 鉄華団放送局（ラジオ大阪、音泉：2015年10月4日 - [25]）
- 裏鉄ラジオ!（V-STORAGE online：2016年1月25日 - [26]）

### 廣播劇
- 日本放送協會九州劇場「7月のりんご」（ヒロイン）
- TOKYO FM サンデースペシャル「しあわせウエディング・レッスン」
- TOKYO FM サンデースペシャル「すくすく子育てレッスン」
- NISSAN あ、安部禮司〜BEYOND THE AVERAGE  - 飾 南総サトミ

### 唱片

#### 迷你專輯
| 枚  | 発売日       | タイトル  | 規格品番 |
| --- | ------------ | --------- | -------- |
| 1st | 2012年8月1日 | Afterglow | ALN-0001 |

### 其他音樂CD
- 家庭教師HITMAN REBORN! 角色歌專輯 SONG "RED" 〜famiglia〜（巴吉爾）
- 閃電十一人GO 原始角色歌專輯 ~ 微風夢想（松風天馬）
- イナズマオールスターズ×TPKキャラクターソングアルバム「マジで感謝!」～蒼き魂、手をつなごう、眩しい未来Yeah!!!、マジで感謝！from イナズマオールスターズ
- 「イナズマイレブンＧＯクロノ・ストーン」オールスターズ キャラクターソングアルバム～君だから。、僕たちの城、手をつなごう（ＫＭＣ　ＭＩＸ｜ボーナストラック）

### 廣播劇CD
- 閃電十一人GO  廣播劇CD「永遠之絆!!」（松風天馬）
- 閃電十一人GO  廣播劇CD「特訓之絆!!」（松風天馬）
- 小書痴的下剋上：為了成為圖書管理員不擇手段！
  - 廣播劇CD3（韋菲利特、優蒂特[27]）
  - 廣播劇CD4（韋菲利特[28]）
  - 廣播劇CD5（韋菲利特、優蒂特[29]）
  - 廣播劇CD6（韋菲利特[30]）
  - 廣播劇CD7（韋菲利特[31]）
  - 廣播劇CD8（韋菲利特、優蒂特[32]）
  - 廣播劇CD10（韋菲利特、優蒂特、伊繆荷黛[33]）

### DVD
- 家庭教師HITMAN REBORN! ボンゴレ最強のカルネヴァーレ4 RED

## 外部連結
- （日語） After grow（寺崎裕香本人的部落格） （页面存档备份，存于）
- （日語） 寺崎裕香 - 官方檔案 （页面存档备份，存于）
- （日語） 寺崎裕香 (terachan0804)的X（前Twitter）
- （日語） 寺崎裕香的Instagram帳戶